# Linea Daiyūzan
La  linea Daiyūzan (大雄山線?, Daiyūzan-sen), gestita dalla Ferrovia Izuhakone appartenente al gruppo Odakyū è una ferrovia suburbana a scartamento ridotto che unisce la stazione di Odawara con quella di Daiyūzan, entrambe nella prefettura di Kanagawa in Giappone.

## Storia
La linea Daiyūzan fu inizialmente realizzata per facilitare lo spostamento dei pellegrini che da Odawara si recavano al tempio buddista Sōtō Zen di Saijō-ji (最乗寺?), meglio conosciuto per il nome della montagna in cui si trova, il "Daiyūzan". Secondo il progetto originale, la linea doveva essere estesa fino alla stazione di Yamakita, dove avrebbe incontrato la linea Gotemba. La costruzione iniziò il 2 giugno 1922, e venne completata il 15 ottobre 1925 nella sua prima fase, unendo le stazioni di Kari-Odawara (仮小田原駅?) e Daiyūzan. La stazione di Kari-Odawara, che era provvisoria, fu spostata nella nuova stazione di Shin-Odawara due anni più tardi, e finalmente al capolinea attuale di Odawara il 16 giugno 1935, dismettendo le precedenti stazioni. 
La linea Daiyūzan venne quindi unita alla linea Sunzu il 23 agosto 1941, e divenne parte della Ferrovia Izuhakone nel 1957.
A partire dal 25 novembre 1976 iniziarono i lavori per aumentare il voltaggio dell'elettrificazione da 600 volt a 1500 volt, e nel 2003 sono stati installati tornelli elettronici in tutte le stazioni, che dal 2007 accettano la bigliettazione elettronica Suica r PASMO.

## Servizi e stazioni
Ad eccezione della prima mattina e della tarda sera, sulla linea circolano treni fermanti a tutte le stazioni ogni 12 minuti, che è anche la massima capacità della linea in termini di traffico. I treni fermano a tutte le stazioni.

### Stazioni
- Tutte le stazioni si trovano nella prefettura di Kanagawa

| Stazione      | Giapponese       | Distanza totale | Dist. da Odawara | Collegamenti | Posizione               |
| ------------- | ---------------- | --------------- | ---------------- | --- | ----------------------- |
| Odawara       | 小田原駅         | -               | 0.0              | ■ Linea principale Tōkaidō ■ Linea Shōnan-Shinjuku ■ Linea Odakyū Odawara ■ Ferrovia Hakone Tozan Tōkaidō Shinkansen | Odawara Kanagawa        |
| Midorichō     | 緑町駅           | 0.4             | 0.4              | | Odawara Kanagawa        |
| Isaida        | 井細田駅         | 1.0             | 1.4              | | Odawara Kanagawa        |
| Gohyakurakan  | 五百羅漢駅       | 0.9             | 2.3              | | Odawara Kanagawa        |
| Anabe         | 穴部駅           | 0.8             | 3.1              | | Odawara Kanagawa        |
| Iidaoka       | 飯田岡駅         | 1.2             | 4.3              | | Odawara Kanagawa        |
| Sagami-Numata | 相模沼田駅       | 0.7             | 5.0              | | Minamiashigara Kanagawa |
| Iwahara       | 岩原駅           | 1.0             | 6.0              | | Minamiashigara Kanagawa |
| Tsukahara     | 塚原駅           | 0.3             | 6.3              | | Minamiashigara Kanagawa |
| Wadagahara    | 和田河原駅       | 1.9             | 8.2              | | Minamiashigara Kanagawa |
| Fujifilm-Mae  | 富士フイルム前駅 | 0.9             | 9.1              | | Minamiashigara Kanagawa |
| Daiyūzan      | 大雄山駅         | 0.5             | 9.6              | | Minamiashigara Kanagawa |